# Pink Fairies
Pink Fairies (МФА: [pɪŋk ˈfeərːz]) — британская рок-группа, образовавшаяся в 1970 году в Лондоне, Англия, и исполнявшая импровизационный психоделический рок свободных форм. Pink Fairies не имели коммерческого успеха, но своим вызывающим неприятием правил рок-бизнеса — в частности, неожиданными открытыми концертами и радикальными акциями анархистского толка — приобрели известность, став важной частью британского андеграунда первой половины 1970-х годов. Высшей точкой карьеры группы стало её выступление на фестивале в Гластонбери 1971 года и затем появление на одной из сторон тройного альбома Glastonbury Fayre.
Впоследствии выяснилось, что Pink Fairies — наряду с Hawkwind (также выходцами из андеграундной сцены, базировавшейся в районе Лэдброк-гроув) — оказали заметное влияние на многих звезд британского панк-рока; обе группы считаются лидерами британского протопанка.

## История группы
Pink Fairies образовались в 1970 году на основе The Deviants (первоначально — "Social Deviants"), группы переменного состава, которая была образована в 1967 году участниками хиппиозной коммуны, базировавшейся в районе Лэдброк-гроув на западе Лондона.
Постоянными участниками The Deviants были вокалист Мик Фаррен, поющий гитарист Пол Рудолф, бас-гитарист Дункан Сандерсон (англ. Duncan Sanderson) и барабанщик Расселл Хантер (англ. Barry Russell Hunter). В числе тех, кто эпизодически выступал с Deviants, были Марк Болан, Стив Перегрин Тук (позже участники Tyrannosaurus Rex), а также музыканты "Group X", позже переименовавшейся в Hawkwind.

### Образование Pink Fairies
Выпустив с The Deviants три альбома, Фаррен по окончании крайне неудачного американского турне решил остаться в США и переквалифицироваться в рок-журналиста. Остальные музыканты вернулись в Лондон и здесь призвали к сотрудничеству вокалиста и бывшего барабанщика "Pretty Things" Твинка: именно он предложил название Pink Fairies (все трое и прежде сотрудничали с Твинком — в частности, принимали участие в записи его сольного альбома Think Pink). Название группы появилось как сокращение от Pink Fairies Motorcycle Club: под таким названием Твинк, Фаррен и Стив Перегрин Тук дали концерт-хэппенинг в Манчестере.
Группа подписала контракт с Polydor Records — сначала только на выпуск сингла («The Snake»/«Do It»). Лейбл, оставшись результатом доволен, выпустил Never Never Land (куда не вошёл заглавный трек сингла), дебютный альбом (который Allmusic характеризует как «маниакальный» и «декадентский»). Группа выступила на фестивале в Гластонбери и получила в своё распоряжение целую сторону тройного альбома Glastonbury Fayre Various Artists.

#### Музыкальный стиль и отношение к бизнесу
Pink Fairies исполняли аморфный психоделический рок-н-ролл, создавая пространные композиции, нередко основывавшиеся на известных темах («Tomorrow Never Knows» The Beatles, «Walk, Don't Run» The Ventures, «Ghost Riders in the Sky» и рок-н-ролльных стандартах). В течение всех пяти лет своего существования группа не теряла прочных связей с лондонской андеграундной сценой, базировавшейся в Ladbroke Grove, регулярно играла на открытых фестивалях, благотворительных концертах и хиппиозных акциях, в числе которых были выступление в рамках «карнавальной процессии» организованной уортингским Rotary Club и открытый концерт в Beach House Park. После совместного выступления на фестивале в Бате Pink Fairies и Hawkwind сблизились и стали часто выступать общим составом под названием Pinkwind.

Твинк так рассказывал о мировоззрении участников Pink Fairies и их отношении к музыкальному бизнесу:
Это было на заре стадионного рока… Приближалась эра рок-божеств и раздутых цен на билеты, совершенно недоступных для фанов. Мы решили всё это разобрать по кирпичиками. Чтобы фаны платили за возможность нас лицезреть? Непостижимо! Мы играли только бесплатно. В конце концов, деньги — корень зла, так ведь? Мы дразнили корпоративный рок, выступая неподалёку от мест проведения гигантских рок-мероприятий. Зачем платить, мы всё это дадим вам бесплатно! Мы гипнотизировали людей у ворот Айл оф Уайт и Бата. Мы появлялись голыми на Phun City, играли концерты для андеграундной прессы, участвовали в демонстрациях Gay Pride, помогли организовать самый первый фестиваль в Гластонбери. Мы беззастенчиво рекламировали себя, нанося название группы на вагоны электропоездов, разъезжавших по всей стране. Мы оказали влияние на всех — от Hawkwind до Sex Pistols. Мы были истинно народной группой. Оригинальный текст (англ.)Remember, this was the dawn of stadium rock… The era of rock gods, inflated ticket prices, and total inaccessibility for fans. We wanted to tear it all down. Pick by pick. The thought of our fans PAYING to see us was incomprehensible. We played only for free, after all money was the root of all evil, right? We waved two fingers at corporate rock by setting up and playing OUTSIDE of huge rock events. Why pay? We'll give it to you for free. We bewitched people from the entry gates at the Isle of Wight and Bath. We got naked at Phun City, played benefits for the underground press, rocked a gay pride rally, and helped organize the very first Glastonbury Festival. We shamelessly promoted ourselves by spray painting our name on the sides of express coaches that crossed country. We influenced everyone, from Hawkwind to the Sex Pistols. We were the peoples' band. Long live rocknroll. –TwinkТвинк.

### 1971—1973
В 1971 года Твинк вышел из состава Pink Fairies, отправившись в путешествие по Марокко. Некоторое время группа функционировала как трио, затем пригласила к сотрудничеству бывшего гитариста «The Move» Тревора Бёртона, с которым выпустила свой второй альбом What a Bunch of Sweeties в 1972 году: последний поднялся до #48 в UK Albums Chart и ознаменовал наивысшее коммерческое достижение группы. После выхода пластинки и не дожидаясь начала промотура, из состава ушёл Рудольф: позже он сотрудничал с Робертом Калвертом, Брайаном Ино и Hawkwind, где заменил Лемми.
Мик Уэйн (Michael Wayne, 1945—1994) пришёл Рудольфу на смену, и с ним новый состав записал сингл «Well, Well, Well»/«Hold On». Почти сразу же Сандерсон и Хантер уволили Уэйна и на его место пригласили Ларри Уоллиса, известного по участию в Blodwyn Pig и UFO. Этот состав записал альбом Kings of Oblivion (1973), после чего Твинк на некоторое время вернулся в состав. Однако, теперь контракта у группы не было; на концерты приходило все меньше зрителей, и Pink Fairies объявили о распаде.
Уоллис стал штатным продюсером «Stiff Records». Сандерсон присоединился к «The Lightning Raiders», где играли Пол Кук и Стив Джонс (позже — участники Sex Pistols). Хантер покинул музыкальный бизнес. Уоллис (некоторое время игравший с Motörhead), в качестве продюсера записал первый сингл группы The Adverts, выпустил протопанковский комикс City Kids.

### 1975 —
13 июля 1975 года Тед Кэрролл, глава Chiswick Records, организовал концерт-реюнион Pink Fairies. Запись этого выступления вышла в 1982 году под заголовком Live at the Roundhouse 1975. Поскольку воссоединение имело широкий резонанс, Уоллис, Сандерсон и Хантер пригласили в состав гитариста Мартина Стоуна (экс-Chilli Willi & The Red Hot Peppers), провели гастроли и выпустили сингл «Between the Lines»/«Spoiling for a Fight» на Stiff Records. Успеха релиз не имел, и группа снова распалась.
В 1977 году Рудольф и Уоллис возобновили сотрудничество с Фарреном. Незадолго до выхода альбома Vampires Stole My Lunch Money (1978) Уоллис вернулся в Канаду, но в 1980-х годах продолжил совместные с Сандерсоном выступления: дуэт выпустил два альбома: Previously Unreleased (1982) и Human Garbage (live 1984) — как The Deviants.
В 1987 году Pink Fairies реформровались и Джейк Ривьера, руководитель Demon Records, предложил им новый контракт. Оригинальный состав без Рудольфа но с Уоллисом и Энди Колкухоуном (гитара) выпустил альбом Kill 'Em and Eat 'Em, после чего участники разошлись вновь. Концертные записи того времени были выпущены в 2005 году под заголовком Chinese Cowboys: Live 1987 японским лейблом «Captain Trip Records».
В 1990-х годах Твинк с Рудольфом выпустили альбомы Pleasure Island (1996) и No Picture (1997). Твинк, кроме того, выпустил несколько альбомов с архивными, ранее не издававшимися записями («The Golden Years 1969—1971», «Do It», «Live at Weeley Festival 1971», «Mandies and Mescaline Round at Uncle Harry’s»).
В 2001 году Polydor выпустил ремастеринг-версию бэк-каталога[неизвестный термин] Pink Fairies, а также сборники Master Series и Up the Pinks: An Introduction.
22 января 2007 года Уоллис, Сандерсон и Хантер должны были сыграть в лондонском «Roundhouse» и записать сессию на BBC для программы Стюарта Макони «Freakzone», но этим планам не суждено было осуществится из-за проблем, связанных с ухудшением здоровья участников.
В 2007 в издательстве Headpress вышла биография Ричарда Дикина «Keep it Together! Cosmic Boogie with the Deviants and Pink Fairies».

## Дискография

### Альбомы
- 1971 — Never Never Land
- 1972 — What a Bunch of Sweeties
- 1973 — Kings of Oblivion
- 1982 — Live at the Roundhouse 1975
- 1987 — Kill 'Em and Eat 'Em
- 2008 — Finland Freakout 1971

### Синглы
- 1971 — «The Snake»/«Do It»
- 1973 — «Well, Well, Well»/«Hold On»
- 1976 — «Between the Lines»/«Spoiling for a Fight»